# Азанде
Занде (множина Азанде) или Њамњам је народ у чијем саставу су племена Мбому, Бандија, Биле и Бамбоји, као и сродни народи Барамо и Памбија. Насељавају погранично подручје између држава ДР Конго, Јужни Судан и Централноафричка република. Има их 4.312.595, од тога у Заиру 3.038.341, у Судану 909.066 и Центалноафричкој Републици 365.188.

## Територија
Настањен је у Заиру, у северном делу земље, уз границу са Централноафричком Републиком и Јужним Суданом (од 2011. независним од Судана), у Јужном Судану, на крајњем југу, до границе са Заиром и у Центалноафричкој Републици, на југоистоку земље. Насељавају територију бивших држава Западни Бахр ел Газал и Западна Екваторија у Јужном Судану, затим, источне делове Централноафричке Републике и североисток ДР Конга.

## Језик и култура
Језик припада адамуа-источној подгрупи групе нигер-конго нигерокордофанске породице језика. Вера је традиционална месна веровања (култ сила природе и култ предака), а у Судану и хришћанство (претежно католици). Највише се баве пољопривредом и сточарством. Подељни су у краљевске кланове.